# Kurau Barat
Kurau Barat is een bestuurslaag in het regentschap Bangka Tengah van de provincie Bangka-Belitung, Indonesië. Kurau Barat telt 1979 inwoners (volkstelling 2010).